# ファイサル・レラス
ファイサル・レラス（Fayçal Rherras、アラビア語: فیصل غراس、1993年4月7日 - ）は、モロッコとベルギーのサッカー選手。モロッコ代表。ポジションはDF。

## クラブ歴
KベールスホットACの下部組織在籍時代にクラブが消滅したため、ロワイヤル・セルクル・スポルティフ・ヴィゼで選手となった。2014年にシント＝トロイデンVVに移籍。
2016年6月にハート・オブ・ミドロシアンFCに移籍。10月29日に移籍後初得点。しかし2017年5月に放出された。
同年、KVメヘレンに加入。2018年1月にハイバーニアンFCに期限付き移籍し、再びスコットランドの地を踏んだが出場は僅かに1試合であった。
2018年夏にリーグ・ドゥのASベジエに加入したが、クラブは1年で降格した。
2019年7月15日に2年契約でカラバフFKに加入。

## 代表歴
2016年8月31日に行われたアルバニア代表との親善試合でモロッコ代表初出場。翌年のアフリカネイションズカップ2017にも参加したが出場は無かった。